# Luatafito
Luatafito (auch: Luatofito) ist eine kleine unbewohnte Insel in der tonganischen Inselgruppe Vavaʻu.

## Geographie
Luatafito ist ein Motu im östlichsten Riffsaum von Vavaʻu. Sie gehört in die Reihe mit Fonuafuu, Fonuaunga und Maninita und liegt relativ isoliert. Im Westen sind die nächsten Inseln Kaihifahifa und Lua Loli.

## Klima
Das Klima ist tropisch heiß, wird jedoch von ständig wehenden Winden gemäßigt. Ebenso wie die anderen Inseln der Vavaʻu-Gruppe wird Luatafito gelegentlich von Zyklonen heimgesucht.